# Благих, Владимир Тимофеевич
Влади́мир Тимофе́евич Благи́х (17 декабря 1923, г. Купянск Харьковской области — 3 июня 1997, Челябинск) — инженер-электрик, учёный-энергетик, эколог, специалист в области нетрадиционных источников энергии, пионер по безопасному использованию природного газа, участник ВОВ.
Награждён Орденом Отечественной войны II степени
№ наградного документа: 89 
дата наградного документа: 06.04.1985
В 1958 году с отличием окончил Челябинский институт механизации и электрификации сельского хозяйства (ЧИМЭСХ), ныне ЧГАА в котором проработал с 1977 по 1997 годы, кандидатская диссертация (1972), докторская диссертация (1986), профессор кафедры автоматизации ЧИМЭСХ (с 1987).
В 2008 году в Челябинске названа улица его именем, на которой в 2010 установлена мемориальная табличка
Руководитель разработки первых головных рабочих проектов бифилярно-пофасадной системы обогрева зданий, принятой Советом Министров РСФСР в качестве основного варианта для жилого фонда (1966) и применяемой в типовом строительстве. Впервые составил карту загазованности воздушного бассейна г. Челябинска. Предложил и разработал концепцию энерго-экологического жилища («Теплый дом» и «Дом-термос»), участвовал в строительстве блюминга «1300», стана «2300». Участник и лауреат ВДНХ СССР (1970, 1974, 1982), соавтор более 140 печатных трудов, 2 монографий, ряда изобретений.

## Сочинения
- Регулирование систем отопления жилых зданий. Ч., 1960;
- Защита воздушного бассейна от выбросов энергетических установок // Тр. / НТО чер. металлургии. Ч., 1963. Т. 34;
- Оптимизация развития топливно-энергетического комплекса региона с использованием критерия экологической эффективности сложной системы // Долгосрочное прогнозирование развития энергетики страны и объединенных энергосистем. Свердловск, 1982;
- Энергоэкологический критерий для оценки эффективности электрификации. Ч., 1985.